# Utvecklingscentrum Dubbelt Utsatt
Utvecklingscentrum Dubbelt Utsatt är en verksamhet som utvecklar och förmedlar kunskap om våld mot kvinnor med funktionsnedsättning. Verksamheten startade 2007 på initiativ av Bräcke Diakoni, Unga Rörelsehindrade Göteborgsklubben, HSO Göteborg, Föreningen Grunden och Synskadades riksförbund Göteborg.
Arbetet utgår från FN:s kvinnokonvention, Deklarationen för avskaffande av våld mot kvinnor och Konventionen om rättigheter för personer med funktionsnedsättning. Samtliga slår fast att kvinnor med funktionsnedsättning är en särskilt utsatt grupp. Samma sak sägs också i ett antal svenska rapporter, till exempel i Socialstyrelsens rapport Sällan sedda (2011) och i Brottsförebyggande rådets rapport Våld mot personer med funktionshinder (2007).